# Venda do Pinheiro e Santo Estêvão das Galés
Venda do Pinheiro e Santo Estêvão das Galés (oficialmente: União das Freguesias de Venda do Pinheiro e Santo Estêvão das Galés) é uma freguesia portuguesa do município de Mafra, com 29,48 km² de área e 10 815 habitantes (censo de 2021). A sua densidade populacional é 366,9 hab./km².

## História
Foi criada aquando da reorganização administrativa de 2012/2013, resultando da agregação das antigas freguesias de Venda do Pinheiro e Santo Estêvão das Galés.

## Demografia
A população registada nos censos foi:
| Distribuição da População por Grupos Etários | Distribuição da População por Grupos Etários | Distribuição da População por Grupos Etários | Distribuição da População por Grupos Etários | Distribuição da População por Grupos Etários | Distribuição da População por Grupos Etários |
| -------------------------------------------- | -------------------------------------------- | -------------------------------------------- | -------------------------------------------- | -------------------------------------------- | -------------------------------------------- |
| Antes da agregação                           |                                              |                                              |                                              |                                              |                                              |
| Ano                                          | 0-14 anos                                    | 15-24 anos                                   | 25-64 anos                                   | >= 65 anos                                   | Total                                        |
| 2001                                         | 1005                                         | 813                                          | 3509                                         | 953                                          | 6280                                         |
| 2011                                         | 1972                                         | 913                                          | 5633                                         | 1337                                         | 9855                                         |
| Após a agregação                             |                                              |                                              |                                              |                                              |                                              |
| Ano                                          | 0-14 anos                                    | 15-24 anos                                   | 25-64 anos                                   | >= 65 anos                                   | Total                                        |
| 2021                                         | 1785                                         | 1276                                         | 5958                                         | 1796                                         | 10815                                        |

## Símbolos heráldicos da freguesia

### Ordenação heráldica do brasão, bandeira e selo
A freguesia da União das Freguesias de Venda de Pinheiro e Santo Estêvão das Galés, do concelho de Mafra, solicitou a emissão de parecer sobre os símbolos heráldicos que pretendia assumir.
Mantendo-se a simbologia proposta, reordenam-se os pinheiros e o campanário, para maior equilíbrio do conjunto.
Assim, é esta Comissão do parecer que os símbolos heráldicos da freguesia da União das Freguesias de Venda de Pinheiro e Santo Estêvão das Galés devem ser por esta forma constituídos:
Brasão: escudo de ouro, dois pinheiros arrancados de verde com pinhas de ouro e campanário de azul lavrado de prata, aberto do campo, com seu sino de negro com badalo de vermelho, tudo bem ordenado; campanha diminuta ondada de quatro tiras ondadas de azul e prata. Coroa mural de prata de três torres. Listel de prata com a legenda em letras negras maiúsculas: “UNIÃO DAS FREGUESIAS DE VENDA DO PINHEIRO E SANTO ESTÊVÃO DAS GALÉS”.
Bandeira: de azul. Cordões e borlas de ouro e azul. Haste e lança de ouro.
Selo: nos termos do art.º 18.º da Lei n.º 53/91, com a legenda: “União das Freguesias de Venda do Pinheiro e Santo Estêvão das Galés”.
Parecer n.º 015/2018, emitido pela Comissão de Heráldica da Associação dos Arqueólogos Portugueses a 23 de Outubro de 2018, nos termos da Lei n.º 53/91 de 7 de Agosto.
Estabelecidos, sob proposta da Junta de Freguesia, em sessão ordinária da Assembleia de Freguesia de 26 de Dezembro de 2018.
Publicados no Diário da República, 2.ª série, N.º 27, de 7 de Fevereiro de 2019.
Registados na Direcção-Geral das Autarquias Locais com o n.º 03/2019, de Fevereiro de 2019.
Apresentados publicamente no dia 14 de Junho de 2019.
Projecto e concepção dos símbolos de A. Sérgio Horta e Eduardo Brito. Desenho dos símbolos de António Sérgio Horta.

### Justificação das cores e símbolos
- Escudo de ouro. O ouro é o metal que se associa a riqueza, neste caso representativo do valor das suas gentes. Este metal está presente no brasão da freguesia da Venda do Pinheiro.
- Coroa mural de prata de três torres. Conforme está estabelecido na Lei para as freguesias com sede em povoação simples, como é o caso da Venda do Pinheiro, sede desta União das Freguesias, e de Santo Estêvão das Galés.
- Listel de prata com a legenda em letras negras maiúsculas: “UNIÃO DAS FREGUESIAS DE VENDA DO PINHEIRO E SANTO ESTÊVÃO DAS GALÉS”. Conforme consta na Lei n.º 11-A/2013, de 28 de Janeiro, que agregou as antigas freguesias.
- Bandeira azul. Representa a amenidade do seu clima e a pureza dos seus ares, que até há alguns anos motivava a sua procura pelos veraneantes. Esta cor está presente no brasão da freguesia de Santo Estêvão das Galés e na bandeira da freguesia da Venda do Pinheiro.
- Campanário de azul lavrado de prata, aberto do campo, com seu sino de negro com badalo de vermelho. Representa o património cultural e edificado da freguesia, no qual se destaca a Igreja Paroquial de Santo Estêvão, cuja torre sineira conserva sete sinos que formam um pequeno carrilhão. Símbolo presente no brasão da freguesia de Santo Estêvão das Galés.
- Dois pinheiros arrancados de verde com pinhas de ouro. Representam um dos topónimos da freguesia, “Venda do Pinheiro”, sendo os pinheiros considerados peças falantes. Símbolo presente no brasão da freguesia de Venda do Pinheiro.
- Campanha diminuta ondada de quatro tiras ondadas de azul e prata. Representa os diversos cursos de água que atravessam a freguesia, em particular o rio Lizandro, cuja nascente se localiza na Venda do Pinheiro, e o rio Trancão, que atravessa a freguesia. Símbolo extraído do brasão da freguesia de Venda do Pinheiro.

## Vilas e aldeias
- Alto da Urzeira
- Avessada
- Asseiceira Grande
- Asseiceira Pequena
- Bocal
- Carcavelos
- Casal do Borralho
- Casal Cuco
- Casal Sequeiro
- Choutaria
- Charneca
- Galés
- Godinheira
- Lapa
- Monfirre
- Montemuro
- Portela
- Quinta da Mata
- Quintas
- Rogel
- Santa Eulália
- Santo Estevão das Galés
- Vale de Uge
- Vale do Inferno
- Venda do Pinheiro